# جوي سلوك
جوي سلوك (بالفارسية: جوی سلوک) هي قرية أفغانية في مقاطعة خواهان التابعة لولاية بدخشان الواقعة في شمال شرق أفغانستان.